# 5099 Iainbanks
5099 Iainbanks è un asteroide della fascia principale. Scoperto nel 1985, presenta un'orbita caratterizzata da un semiasse maggiore pari a 2,4851166 UA e da un'eccentricità di 0,0515564, inclinata di 1,18281° rispetto all'eclittica.
L'asteroide era stato inizialmente battezzato 5099 Alexgibbs per poi essere corretto nella denominazione attuale. L'eponimo venne poi attribuito all'asteroide 14220 Alexgibbs.
Inoltre l'eponimo Iainbanks era stato inizialmente assegnato a 29760 Milevsko che ricevette poi l'attuale denominazione.
L'asteroide è dedicato allo scrittore scozzese Iain Banks.